# Pseudosphex rubra
Pseudosphex rubra là một loài bướm đêm thuộc phân họ Arctiinae, họ Erebidae.